# Llano (San Felices de Buelna)
Llano es un núcleo urbano del municipio de San Felices de Buelna (Cantabria, España). En el año 2023 contaba con una población de 240 habitantes (INE). Se encuentra situada a 72 metros de altitud sobre el nivel del mar, y dista setecientos metros de la capital municipal, Rivero. 

## Historia
Está documentada la existencia de un núcleo de población en torno a la iglesia de San Pedro, en Llano, en el siglo X. La iglesia pertenecía al Infantado de Covarrubias, fundado por el conde de Castilla, García Fernández, para su hija Urraca García. En la Baja Edad Media pasó a formar parte del señorío de la casa de la Vega. En 1431 se constituyó, a favor del almirante Pero Niño, el Condado de Buelna, cuyo centro era precisamente este barrio de Llano. Es una de las localidades que se integró en el primer ayuntamiento constitucional de San Felices, en 1822. En el siglo XIX La Bárcena, hoy localidad independiente, era un barrio más de Llano, al que se llamaba Las Bárcenas. La iglesia parroquial de San Pedro servía a esta localidad y, además, a Posajo, Sovilla y la Ferrería.

## Patrimonio
De su patrimonio destaca la Torre de Pero Niño, también llamada de la Aguilera; se trata de una torre-fortaleza declarada Bien de Interés Cultural el 13 de octubre de 1983. Se construyó en honor del almirante Pero Niño, primer conde de Buelna. Tiene planta rectangular y tres pisos de altura. Sus muros son de mampostería, apareciendo sillería en los esquinales.
- Datos: Q5977690